# Lomljenka
Lómljenka (tudi poligónska čŕta ali poligonálna potéza) je lomljena črta, ki zaporedno povezuje točke {\displaystyle A_{1}\!\,}, {\displaystyle A_{2}\!\,}, {\displaystyle A_{3}\!\,}, ... {\displaystyle A_{n}\!\,}, od katerih sosednji ne ležita na isti premici. Lomljenko sestavlja zaporedje daljic z danimi dolžinami in koti med dvema segmentoma. Sklenjena enostavna lomljenka je rob mnogokotnika.

## Delitev lomljenk
Lomljenke se delijo na več načinov:
1. delitev po številu daljic (neskončne in končne)
2. delitev po medsebojni legi daljic (enostavne nesekajoče lomljenke in neenostavne  sekajoče lomljenjke)
3. delitev po skupnem krajišču (sklenjene in nesklenjene)